# Corozalito (Belize)
Corozalito (auch: Chichawata) ist ein Ort im Belize District in Belize. 2010 hatte der Ort 84 Einwohner.

## Geographie
Corozalito liegt in der Nähe des Northern Highway nordwestlich von Chicago (Belize) und südlich von St. Anne’s auf der Erhebung, die das Wassereinzugsgebiet von Northern River und Santana Creek trennt.
Der Ort liegt am Rand des Maskall Forest Reserve.

## Klima
Das Klima ist tropisch heiß.